# 驅·逐
是一部2008年奇連·伊士活自導自演的美國電影，先在2008年12月12日在北美部分戲院上映，然後在次年1月9日全面公映。除了伊斯威特外，其他主演的演員有不少是苗族裔美國人。

## 情節
華特·科瓦爾斯基是一位年邁且喪偶的波蘭裔美國人，曾參與韓戰，過去在福特汽車的工廠工作，華特健康狀況欠佳、與家人關係不親密、脾氣暴躁且常使用帶有種族歧視的字眼。他一個人和飼養的拉不拉多犬一起生活，然而他所居住的社區卻遷入了越來越多的亞裔移民，漸漸改變華特的生活。
住在華特隔壁的是陶和他姊姊蘇一家苗族移民。一天，華特發現陶試圖偷走他的福特Gran Torino，原來陶被迫加入他表兄的苗族幫派。後來幫伙們再次來找陶，但華特持槍將他們趕走了，獲得其他苗族人的感謝。為了補償華特，陶開始為他做洗車、園藝、搬東西之類的工作。華特給了陶居家修理所需的工具，並指導他與人相處的方式，又在建築工地幫陶獲得一份工作，並逐漸和陶一家人變得熟稔。
幫派在陶下班的路上抓住了他，並用菸燙傷了他的臉。華特知情後到了幫派份子的住處並毆打了一名成員。為了報復，他們掃射陶的住家，擄走、毆打並強姦了蘇。然而社區居民出於恐懼不願作證。年輕的神父亞諾維奇到了華特的家跟他商量對策，他擔心華特會殺害他們。內心充滿怒火的陶則希望華特能為他報仇，華特讓他當天晚些時候再來。在這段時間，華特量身訂作一套西裝、剪了頭髮、向神父告解並將狗兒託付給陶一家 。
華特把陶帶到他的地下室，給了他銀星勳章。當陶問起有關他戰爭經歷的事時，華特告訴他，他每天都活在殺死投降敵軍士兵的記憶中，他不想讓陶殺人，並將他鎖在地下室後逕自離去。華特隻身前往幫派分子的住所尋釁，羞辱並斥責他們的罪行，幫派成員紛紛拿出槍來。接著華特拿起一根煙，並向幫派成員借火，他們並未理會，於是華特把手伸進上衣口袋後迅速抽出——也就是拔槍的動作——同時口中朗誦〈聖母經〉。幫派成員們立刻開槍，華特身中數彈倒下，在他手中的，是打火機和第一騎兵師徽章——他根本沒有帶槍，以此犧牲了自己拯救陶一家。
警察告訴陶這次鄰居們都出面作證，幫派成員也被捕。亞諾維奇神父主持華特的葬禮，他的家人和許多苗族社區居民都參加了，在教堂中，神父說他認識華特後才真正了解了生與死。之後，華特的遺囑被宣讀，令華特的家人感到驚訝的是，華特將他的房子留給了教堂，將他珍愛的Gran Torino給了陶，條件是陶不「像那些亞洲佬一樣」改裝汽車。電影的最後一幕裡，陶愉快地駛著華特的Gran Torino，而狗兒就坐在他身邊。

## 外部連結
- 互联网电影数据库（IMDb）上《驅·逐》的资料（英文）
- AllMovie上《驅·逐》的资料（英文）
- Box Office Mojo上《驅·逐》的資料（英文）
- 爛番茄上《驅·逐》的資料（英文）
- Metacritic上《驅·逐》的資料（英文）
- 豆瓣电影上《驅·逐》的資料 （简体中文）

| 上一届： 《馬利與我》 | 2009年全美週末票房冠軍 2009年1月11日 | 下一届： 《百貨戰警》 |